# Ludwig Hahn (Politiker)
Ludwig Emanuel Hahn (* 25. Februar 1787 in Bern; † 16. Januar 1857 ebd.) war ein Schweizer Jurist und Politiker.

## Leben
Hahn war ein Sohn des Amtsschreibers und Notars Friedrich Hahn und von dessen Ehefrau Maria Magdalena, geb. Bay. Er studierte ab dem Wintersemester 1805/06 Rechtswissenschaften an der Akademie in Bern und ab Winter 1808/09 an der Universität Heidelberg, wo er sich am 22. Oktober 1808 immatrikulierte. Nach Abschluss seiner juristischen Ausbildung liess er sich am 22. Februar 1811 als Notar in seiner Heimatstadt Bern nieder. Später amtierte er auch als Amtsschreiber für das Oberamt Bern und zeitweilig als Verwalter des obrigkeitlichen Zinsrodels.
1816 heiratete Hahn Marie Luise Lindt (1797–1858), eine Tochter des Johann Ludwig Lindt und der Marianne Katharina, geb. Kohler. Marie Luise Lindt war über ihre Mutter eine Cousine des Pfarrers und Schriftstellers Jeremias Gotthelf, den Hahn wiederholt im Pfarrhaus von Lützelflüh besuchte.

## Politik
Von 1831 bis 1839 war Hahn Mitglied des Grossen Rats für den Wahlkreis Bern-Land.